# 田辺桃子
田辺 桃子（たなべ ももこ、1999年〈平成11年〉8月21日 - ）は、日本の女優、ファッションモデル。
神奈川県出身。スターダストプロモーション所属。

## 略歴
小学3年生の時にスカウトされ、デビューのきっかけとなる。
2009年から2010年4月まで「みにちあ☆ベアーズ」として活動。
2009年4月24日、金曜ドラマ『コンカツ♡リカツ』（NHK）で女優デビュー。
2013年、大友花恋とともに『Seventeen』（集英社）の「ミスセブンティーン2013」に選出される。
2019年、配信ドラマ『こんな未来は聞いてない!!』（フジテレビオンデマンド（FOD））でドラマ初主演。3月に『Seventeen』の専属モデルを卒業。
2021年4月期は撮影および放映スケジュールの都合によって、木ドラ24『ゆるキャン△2』（テレビ東京）、ドラマイズム『ガールガンレディ』（毎日放送）、金曜ドラマ『リコカツ』（TBSテレビ）のドラマ3本にレギュラー出演。キャラクターの演じ分けだけでなく、『ゆるキャン△2』では「大垣役の大垣」とまで言われるほどの原作漫画の再現度の高さ、『リコカツ』ではヒロインのライバル役としての悪行が「筑前煮女」として話題になるなど、演技力が評価された。
2023年9月13日、プロ野球セ・リーグ公式戦東京ヤクルトスワローズ×広島東洋カープ第23回戦（明治神宮野球場）において始球式を務めた。

## 人物
- 趣味は折り紙、音楽鑑賞、空の写真を撮ること。
- 特技はダンス、一輪車、バトン。

## 受賞歴
2023年
- Rieti & Sabine 映画祭 最優秀女優賞（『DitO』）

2024年
- ニューヨーク国際フィルムメーカーズ映画祭 最優秀女優賞（『DitO』）

## 出演
太字は彼女が演じたメインキャラクターを示す

### テレビドラマ
- コンカツ・リカツ 第4話（2009年4月24日、NHK） - 竹下彩 役
- 大河ドラマ 天地人 第45話（2009年11月8日、NHK） - 千姫（少女期） 役
- 娼婦と淑女 第3部（2010年6月1日 - 7月2日、東海テレビ・フジテレビ） - 桜子 役
- もやしもん 第8話（2010年8月26日、フジテレビ） - 長谷川遥（幼少期） 役
- 明日もまた生きていこう（2010年10月25日、TBS） - 木村沙織（幼少期） 役
- サザエさん3（2011年1月2日、フジテレビ） - 大空カオリ 役
- 愛と死の境界線（2011年3月26日、朝日放送テレビ） - 江木サエカ 役
- ハガネの女 season2（2011年4月21日 - 6月16日、テレビ朝日） - 坂本京子 役
- 11人もいる! 第5話（2011年11月18日、テレビ朝日）
- DOCTORS 最強の名医 最終話（2011年12月15日、テレビ朝日）
- 開拓者たち 第4話（2012年1月22日、NHK BSプレミアム） - 陽子 役
- 推定有罪 第2話（2012年4月1日、WOWOW） - 鈴木弘子（幼少期） 役
- ネオ・ウルトラQ 第12話（2013年3月30日、WOWOW） - 山野ユリ 役
- 幽かな彼女（2013年4月9日 - 6月18日、関西テレビ・フジテレビ） - 田嶋萌 役
- まんまこと〜麻之助裁定帳〜 第3話（2015年7月30日、NHK） - おしん 役
- 釣りバカ日誌〜新入社員 浜崎伝助〜（2015年10月23日 - 12月11日、テレビ東京） - 小林薫 役
  - 釣りバカ日誌〜新入社員 浜崎伝助 伊勢志摩で大漁！初めての出張編（2017年1月2日）
  - 釣りバカ日誌〜Season2 新入社員 浜崎伝助〜（2017年4月21日）
  - 釣りバカ日誌〜新米社員 浜崎伝助〜瀬戸内海で大漁! 結婚式大パニック編（2019年1月4日）
- 望郷 「みかんの花」（2016年9月28日、テレビ東京） - 富田美香子 役
- 夏目漱石の妻 第1話・第2話、最終話（2016年9月24日・10月1日、10月15日、NHK） - 中根梅子 役
- 文学処女（2018年9月10日 - 10月29日、毎日放送） - 天村千夜香 役[10]
- こんな未来は聞いてない!!（2018年9月29日 - 12月1日、フジテレビ） - 主演・花園佳代 役[注 1][11]
- 江戸前の旬（2018年10月14日 - 12月30日、BSテレ東） - 三崎翔子 役
- GHOSTTOWN（2019年3月23日・27日、フジテレビ） - 矢追麗 役
- 執事 西園寺の名推理2 第3話（2019年5月3日、テレビ東京） - 渡辺楓 役
- 俺のスカート、どこ行った? 第5話（2019年5月18日、日本テレビ） - 山上愛理 役
- 悪党〜加害者追跡調査〜 第2話（2019年5月19日、WOWOW）
- 青空ふたたび（2019年8月6日 - 17日、全10話、朝日放送テレビ） - 主演・小宮山佑茉 役[12][13]
- ゆるキャン△（テレビ東京） - 大垣千明 役[14]
  - ゆるキャン△（2020年1月10日 - 3月27日）
  - ゆるキャン△スペシャル（2021年3月29日）[15]
  - ゆるキャン△2（2021年4月2日 - 6月18日）[15][16]
- スポットライト 第3話（2020年7月21日、TOKYO MX）
- リカ〜リバース〜（2021年3月20日 - 4月3日、東海テレビ・フジテレビ） - 雨宮梨花 役[17]
- ガールガンレディ（2021年4月7日（6日深夜） - 6月9日（8日深夜）、毎日放送） - 東野菜月 役[18]
- リコカツ（2021年4月16日 - 6月18日、TBS） - 一ノ瀬純 役[19]
- 24時間テレビ44 ドラマスペシャル『生徒が人生をやり直せる学校』（2021年8月21日、日本テレビ） - 相良ルル 役[20]
- 恋です!〜ヤンキー君と白杖ガール〜（2021年10月6日 - 12月15日、日本テレビ） - 紫村空 役[21]
- 准教授・高槻彰良の推察 Season2 第3話 - 最終話（2021年10月24日 - 11月28日、WOWOW / 2022年3月12日 - 26日、東海テレビ放送・フジテレビ） - 栗本小春 役[22]
- 就活タイムカプセル（2022年3月27日、TBS） - ヒロイン・新谷理紗 役[23]
- 受付のジョー（2022年4月26日（25日深夜） - 6月28日、日本テレビ） - ヒロイン・家田仁子 役[24]
- 金田一少年の事件簿 第5話（2022年5月29日、日本テレビ） - 国枝真紀 役[25]
- 拾われた男 Lost Man Found（2022年6月26日 - 8月28日、NHK BSプレミアム・ディズニープラス） - 杉浦 役[26]
- オールドルーキー 第8話（2022年8月21日、TBSテレビ） - 古川舞 役[27]
- 階段下のゴッホ（2022年9月21日 - 11月9日、TBS） - 夏目きいろ 役[28]
- 霊媒探偵 城塚翡翠 第1話（2022年10月16日、日本テレビ） - 倉持結花 役[29]
- 夕暮れに、手をつなぐ（2023年1月17日 - 3月21日、TBS） - 菅野セイラ 役[30]
- スイートモラトリアム（2023年5月24日 - 7月19日、TBS） - ヒロイン・上条小夜 役（小西桜子とのダブルヒロイン）[31]
- 癒やしのお隣さんには秘密がある（2023年7月8日 - 9月30日、日本テレビ） - 主演・蓬田藤子 役[32]
- こっち向いてよ向井くん 第1話（2023年7月12日、日本テレビ） - 第1話ヒロイン・中谷真由 役[33]
- いちばんすきな花（2023年10月12日 - 12月21日、フジテレビ） - 白石峰子 役[34]
- ゼイチョー〜『払えない』にはワケがある〜 第2話（2023年10月21日、日本テレビ） - 小沼真名美 役[35]
- 東京貧困女子。-貧困なんて他人事だと思ってた-（2023年11月17日 - 12月22日、WOWOW） - 広田優花 役[36]
- マルス-ゼロの革命- 第4話（2024年2月13日、テレビ朝日） - 白川妃奈 役[37]
- お迎え渋谷くん（2024年4月2日 - 6月18日、関西テレビ・フジテレビ） - ヒロイン・青田愛花 役[38]
- 笑うマトリョーシカ 第2話 - 最終話（2024年7月5日 - 9月6日、TBS） - 美恵子（三好美和子 / 真中亜里沙） 役[39]
- クラスメイトの女子、全員好きでした 第9話・最終話（2024年9月5日・12日、読売テレビ・日本テレビ系） - 高峰早智子 役[40]
- 団地のふたり 第5話 - （2024年9月29日 - 、NHK BS・NHK BSプレミアム4K） - 鈴木沙耶香 役[41]
- 年下彼氏2 episode1「相性0%」（2024年10月13日、朝日放送テレビ） - ヒロイン・筒井美咲 役[42]
- ACMA:GAME アクマゲーム ワールドエンド（2024年10月25日、日本テレビ） - 木月舞 役[43][44]
- オクトー 〜感情捜査官 心野朱梨〜Season2 第5話・第6話（2024年10月31日・11月8日、読売テレビ・日本テレビ系） - 常松万理華 役[45]
- 五十嵐夫妻は偽装他人（2025年1月9日 - 3月27日、テレビ東京） - 林美羽 役[46]
- きみは面倒な婚約者 プラチナ編（2025年3月29日 - 、テレビ朝日） - 主演・加治屋紫乃 役（堀夏喜とダブル主演）[47]
- 対岸の家事〜これが、私の生きる道!〜（2025年4月1日 - 6月3日、TBS） - 蔦村晶子 役[48]
- 海老だって鯛が釣りたい（2025年7月3日 - 、中京テレビ・日本テレビ） - 主演・海老原唯子 役[49]

### ネットドラマ
- こんな未来は聞いてない!!  （2018年9月29日（28日深夜）配信開始、全10話、フジテレビオンデマンド（FOD）） - 主演・花園佳代 役[3]
- GHOSTTOWN Episode1 - 7〈ノーカット完全版〉（2019年3月31日 - 5月12日、FOD） - 矢追麗 役
- きみは面倒な婚約者 ダイヤ編（2025年3月3日、TELASA） - 主演・加治屋紫乃 役（堀夏喜とダブル主演）[47]
- 離婚弁護士 スパイダー Season3 ～容疑者 美雲飛鳥～（2025年3月14日 - 、Hulu） - 斉藤桃香 役

### 映画
- 28 1/2 妄想の巨人（2010年7月31日、デイズ） - 金田正太郎（幻影） 役
- 明日やること ゴミ出し 愛想笑い 恋愛。（2010年8月1日、よしもとクリエイティブ・エージェンシー） - 桜美散（幼少期） 役
- ラビット・ホラー3D（2011年9月17日、ファントム・フィルム） - 今里キリコ（幼少期） 役
- だいじょうぶ3組（2013年3月23日、東宝） - 安藤京子 役
- 1/11 じゅういちぶんのいち（2014年4月5日、東京テアトル） - 愛莉 役
- こどもつかい（2017年6月17日、松竹）
- 恋と嘘（2017年10月14日、ショウゲート） - 秋帆 役
- SUNNY 強い気持ち・強い愛（2018年8月31日、東宝） - SUNNYメンバー・心（学生時代） 役[50]
- うちの執事が言うことには（2019年5月17日、東映） - 莉沙 役
- 転がるビー玉（2020年1月31日、パルコ） - 美希 役[51]
- 犬部!（2021年7月22日、KADOKAWA） - 川瀬美香 役[52][53]
- 異物 -完全版-「消滅 -Disappearance-」（2022年1月15日、Vandalism） - ヒロイン
- とんび（2022年4月8日、KADOKAWA / イオンエンターテイメント） - 美月 役
- ラーゲリより愛を込めて（2022年12月9日、東宝） - 由美 役[54]
- 愚鈍の微笑み（2023年10月20日、春巻号） - 主演・マナ 役（小出薫、森田想とトリプル主演）[55][56]
- 先生の白い嘘（2024年7月5日、松竹ODS事業室 / イノベーション推進部） - 三郷佳奈 役[57]
- DitO（2024年7月26日、マジックアワー） - 神山桃子 役[58]
- MIRRORLIAR FILMS Season7『Victims』（2025年5月9日、アップリンク） - いすゞ 役[59][60][61]
- 青春ゲシュタルト崩壊（2025年6月13日、ナカチカピクチャーズ） - 金守杏里 役[62][63]
- 49日の真実（2025年7月18日、エムエフピクチャーズ） - 松井あきこ 役[64][65]

短編映画
- 半分ノ世界（2014年） - 主演・弥生 役[注 2][66][67][68]

### 劇場アニメ
- シンドバッド 空とぶ姫と秘密の島（2015年7月4日） - サナ姫 役[69]

### 舞台
- タイムスリップファーザー（2014年8月5日 - 10日、中野ザ・ポケット）

### 情報番組
- We Can☆（2009年4月27日 - 2010年3月、BSフジ） - We Can☆Girls1期生

### CM
- ゼンショー すき家（2010年7月 - ）
- 北陸電力（2010年）
- サムスン
- 任天堂 Wii U Nintendo Land（2013年7月 - ）
- ソニー・コンピュータエンタテインメント PS Vita（2014年8月 - ）[70][71]
- 集英社 別冊マーガレット 「オオカミ少女と黒王子」（2014年10月 - ）
- コカ・コーラ（2015年11月 - ）
- 三井のリハウス 「おばあちゃんの家」編（2016年8月 - ）
- SUUMO 「物件数No.1おうち」編（2021年3月 - ）

### PV
- GReeeeN 「愛すべき明日、一瞬と一生を」（2014年3月19日）[72]
- indigo la End 「さよならベル」（2014年12月24日）[注 3][73][74]
- コアラモード 「Dan Dan Dan」（2015年7月8日）
- MY FIRST STORY「Missing You」（2016年6月29日）
- ベリーグッドマン「線香花火」（2019年9月6日）
- SEKAI NO OWARI 「Diary」（2021年12月20日）
- Novelbright「嫌嫌」（2023年3月15日）[75]

### その他
- 栄光ゼミナール（2012年8月 - 2015年）
- JR東日本横浜支社 オフィシャルキャラクター「Yキャラ」（2016年5月 - ）
- 猿田彦神社 婚礼イメージモデル（2022年）[76]

## 書籍

### 雑誌
- りぼん（集英社） - 2009年度りぼんガール
- Seventeen（2013年10月号 - 2019年4月号、集英社） - 専属モデル[77][78]
- MAMOR（2021年9月号、扶桑社） - 防衛省広報誌。航空自衛隊の制服などを着て撮影。

### 書籍カバーモデル
- 駅彼 Very berry　-初めての好きに、気づく季節-（2015年1月23日発売、集英社ピンキー文庫、くらゆいあゆ・著）